# Knooppunt Hooipolder
Het knooppunt Hooipolder is een verkeersknooppunt van het type haarlemmermeeraansluiting voor de aansluiting van de autosnelwegen A27 en A59, tussen Oosterhout en Raamsdonksveer, in de Nederlandse gemeente Geertruidenberg.
Het knooppunt wijkt af van de meeste andere Nederlandse knooppunten. Uitsluitend de hoofdrijbaan van de A27 is kruisingsvrij. In feite is dit geen knooppunt, maar een eenvoudige afrit, waarbij de A59 kort onderbroken wordt. Bij de aanleg is ruimte gereserveerd voor een toekomstige uitbreiding tot een klaverblad.
Van eind jaren 60 tot eind jaren 80 was er een aansluiting van de 1x2-strooks N59 op de A27. De aansluiting werd aangeduid met afrit Waalwijk. In 1989 kwam de verbreding van 1x2 naar 2x2 rijstroken tussen Wagenberg en Sprang-Capelle gereed en daarmee werd het "knooppunt" geopend.

## HooipolderPlus-plan
Rijkswaterstaat werkt sinds 2007 alternatieven uit voor een verbredingsproject van de A27 voor het traject Houten - Hooipolder. Medio 2017 werd een start werkzaamheden in 2021 voorzien. De Tweede Kamer besloot in 2016 om een voorstel van omliggende gemeenten en de provincie om het knooppunt te verbeteren voorlopig af te wijzen. In 2016 zijn uiteindelijk wel een Ontwerptracébesluit (OTB), Ontwerpsaneringsplan (OSP) en milieueffectrapport (MER) vastgesteld. Het Tracébesluit (TB), tervisielegging TB en beroepsprocedure bij Raad van State volgde in 2019. De planning is om in 2022 de realisatie te starten van vijf maatregelen.
De vijf maatregelen zijn:
1. Een turbine type verbindingsboog vanuit Made richting Utrecht.
2. De A27 ten noorden van Hooipolder wordt verbreed.
3. Aansluiting 34 bij Raamsdonksveer wordt opgeheven.
4. Raamsdonksveer krijgt een nieuwe verbindingsweg naar aansluiting Oosterhout.
5. Twee vrije rechtsaffers: vanuit Utrecht richting Zierikzee en vanuit 's-Hertogenbosch richting Utrecht.

## Richtingen knooppunt
| Aansluitende wegen                                           | Aansluitende wegen                         | Aansluitende wegen                    | Aansluitende wegen | Aansluitende wegen |
| ------------------------------------------------------------ | ------------------------------------------ | ------------------------------------- | ------------------ | ------------------ |
|                                                              |                                            | richting Gorinchem / Utrecht / Almere |                    |                    |
|                                                              |                                            |                                       |                    |                    |
| richting Raamsdonksveer / Oosterhout-West / Made / Zierikzee | richting Waalwijk / 's-Hertogenbosch / Oss |                                       |                    |                    |
|                                                              |                                            |                                       |                    |                    |
|                                                              |                                            | richting Oosterhout / Breda           |                    |                    |

Almere · Amstel · Arnestein · Assen · Azelo · Badhoevedorp · Bankhoef · Batadorp · Beekbergen · Benelux · Beverwijk · Bodegraven ·  Boterdiep ·  Buren · Burgerveen · Coenplein · De Baars · De Hoek · De Hogt · De Nieuwe Meer · De Poel · De Punt · De Stok · Deil · Diemen · Drachten · Drie Klauwen · Eemnes · Ekkersweijer · Emmeloord · Empel · Euvelgunne · Everdingen · Ewijk · Galder · Gooimeer · Gorinchem · Gouwe · Grijsoord · Hattemerbroek · Heerenveen · Hellegatsplein · Het Vonderen · Hintham · Hoevelaken · Hofvliet · Holendrecht · Holsloot · Hoogeveen · Hooipolder · IJmuiden (niet officieel) · Joure · Julianaplein · Kerensheide · Kethelplein · Klaverpolder · Kleinpolderplein · Kooimeer · Kruisdonk · Kunderberg · Lankhorst · Leenderheide · Lunetten · Maanderbroek · Markiezaat · Muiderberg · Neerbosch · Noordhoek · Ommedijk · Oud-Dijk · Oudenrijn · Paalgraven · Princeville · Prins Clausplein · Raasdorp ·  Reitdiep ·  Ressen · Ridderkerk · Rijkevoort · Rijnsweerd · Rottepolderplein · Rozenburg · Sabina · Sint-Annabosch · Stelleplas · Slufter · Ten Esschen · Terbregseplein · Tiglia · Vaanplein · Valburg · Velperbroek · Velsen · Vlaardingen · Vrijheidsplein · Vught · Waterberg · Watergraafsmeer · Werpsterhoek · Westerlee · Ypenburg · Zaandam · Zaarderheiken · Zonzeel · Zoomland · Zuidbroek · Zurich

Geplande knooppunten:
De Liemers · Harnasch · Zestienhoven

Voormalige knooppunten:
Bocholtz · Ekkersrijt · Europaplein (Groningen) · Europaplein (Maastricht) · Lindenholt